# Цзяннаньский судостроительный завод
Цзяннаньский судостроительный завод (кит. упр. 江南造船厂, пиньинь Jiāngnán Zàochuán Chǎng) — находящийся в Шанхае государственный судостроительный завод. В настоящее время там имеются сухие доки, позволяющие строить будущие авианосцы для ВМФ КНР.

## История

### Цзяннаньский арсенал
После поражения во Второй Опиумной войне в Цинской империи развернулось «движение самоусиления». Одним из направлений деятельности в рамках этого движения было создание военных заводов. Изначально производство вооружения и судов в Шанхае было доверено китайским правительством американской компании «Thomas Hunt and Company», базировавшейся на территории иностранной концессии. Однако нежелание властей концессии позволить производство оружия вынудило китайские власти купить завод и оборудование и, после объединения их с уже имеющимися арсеналами в Сучжоу и Аньцине, а также закупки Жун Хуном нового оборудования в США, в 1865 году в Шанхае было открыто «Цзяннаньское главное бюро по производству механизмов» (кит. трад. 江南機器製造總局, пиньинь Jiāngnán Jīqì Zhìzào Zǒngjú), известное в западной литературе как «Цзяннаньский арсенал».
Цзяннаньский арсенал был одним из крупнейших арсеналов, созданных в годы «движения самоусиления» (с 1869 года его ежегодный бюджет превышал 400 тысяч лянов серебра), его возглавляли такие видные государственные деятели династии Цин, как Цзэн Гофань, Цзо Цзунтан и Чжан Чжидун, а ведущую роль в его деятельности играл Ли Хунчжан. Высшие технические должности занимали европейцы и американцы.
На Цзяннаньском арсенале был построен первый в Китае пароход для гражданского судоходства (1868), и впервые в Китае было налажено производство стали для гражданских нужд (1891). Помимо производственных мощностей, в Арсенал входили школа иностранных языков, бюро переводчиков и техническая школа.

### Цзяннаньская судоверфь
В 1905 году из Цзяннаньского арсенала была выделена Цзяннаньская судоверфь. В 1920-х годах именно на Цзяннаньской судоверфи было построено 6 новых речных канонерок для Патруля Янцзы Азиатского флота США.
Производственные мощности, оставшиеся в составе Цзяннаньского арсенала, продолжали работать до начала в 1937 году японо-китайской войны. С началом войны судоверфь была эвакуирована в Чунцин, где стала работать как «Чунцинская судоверфь». Мощности Арсенала, оставшиеся в Шанхае, были перемещены японцами на Судоверфь. По окончании войны китайские власти не стали вновь выделять Арсенал в отдельное предприятие.

### Цзяннаньский судостроительный завод
После образования в 1949 году КНР, в 1953 году Цзяннаньская судоверфь изменила своё название на «Цзяннаньский судостроительный завод». Начиная с 1964 года китайское правительство, готовясь к войне против сверхдержав, начало перемещать стратегически важные производства вглубь страны, и Цзяннаньский судостроительный завод опять переехал в Чунцин. Хотя впоследствии он постепенно вернулся в Шанхай, в Чунцине остались две его дочерние судоверфи. В этот период завод оставался объектом пристального внимания китайского правительства и получал приоритетное финансирование; именно на этом заводе были произведены ряд первых в Китае объектов: первый десятитысячетонный гидравлический пресс, первое трансокеанское грузовое судно, первое океанское научно-исследовательское судно, первый нефтеналивной танкер, первый морской железнодорожный паром.
В 1996 году завод стал подразделением Китайской государственной судостроительной корпорации. В 2010 году территория завода была реквизирована для Expo 2010, а сам завод перемещён на остров Чансиндао в устье Янцзы.